# サン・ホアキンの拿捕
サン・ホアキンの拿捕（サン・ホアキンのだほ、英語: Capture of the San Joaquin）、またはカルタヘナの海戦（カルタヘナのかいせん、英語: Battle of Cartagena）はスペイン継承戦争中の1711年8月11日、カルタヘナ・デ・インディアス沖（現コロンビア領）で行われた海戦。イギリスの戦列艦5隻とスペインのガレオン1隻と小型船1隻が戦闘に参加した。1時間を満たない戦闘の後、スペイン船が降伏した。スペインのガレオンは3年前のウェージャーの海戦に参加しており、そのときはあと少しのところで逃げおおせたのだった。

## 背景
1711年5月末、フランスのジャン＝バティスト・デュ・カッセ率いる艦隊がカルタヘナに到着した。8月3日、スペインの財宝艦隊を含む艦隊が出発、スペインへの帰路についた。護衛艦隊はミゲル・アウグスティン・デ・ビリャヌエバ提督を艦長とする64門艦サン・ホアキン（San Joaquin）、デュ・カッセを艦長とするサン＝ミシェル（Saint-Michel）、プログリー（Proglie）を艦長とする60門艦エルキュール（Hercule）、テュロブル（Turroble）を艦長とする44門艦のフリゲートのグリフォン（Griffon）の4隻で構成された。
一方、イギリスのジェームズ・リトルトン准将はジャマイカのポート・ロイヤルから艦隊を率いて7月26日に到着した。リトルトンの艦隊はフランシス・ホジアーを艦長とする50門艦ソールズベリー、リトルトンの旗艦でサー・ロバート・ハーランドを艦長とする50門艦ソールズベリー・プライズ、エドワード・ヴァーノンを艦長とする60門艦ジャージー、サンプソン・ボーン（Sampson Bourne）を艦長とする50門艦ニューカッスル、リチャード・レストックを艦長とする50門艦ウェイマス、トマス・レッグ（Thomas Legge）を艦長とする50門艦アングルジー、ロバート・チャッドウィック（Robert Chadwick）を艦長とするフリゲートの40門艦フォーイ（Fowey）で構成された。

## 経過とその後
デュ・カッセはカルタヘナの守備にフリゲートのギャラード（Gallarde）を残した。デュ・カッセ艦隊は出港した日にリトルトン艦隊に発見されたが、嵐により海戦にはならず、両艦隊ともに散らばった。デュ・カッセ艦隊はデュ・カッセ本人を含む大半がカルタヘナに戻ったが、彼らはビリャヌエバに知らせなかった。その結果、8月7日にサン・ホアキンが小型船1隻とともにほかの艦隊からはぐれている状態で別の艦隊を発見したとき、ビリャヌエバは艦隊がデュ・カッセ艦隊であると勘違いしたのであった（実際にはリトルトン艦隊だった）。
ビリャヌエバが自身のミスに気づいたときにはすでに逃げられなくなったため、彼は海戦に入ることを選択した。その後の海戦は20分も経たずに終結、サン・ホアキンは帆柱が折れ、多くの死傷者が出た。ビリャヌエバはリトルトン艦隊に包囲され、マスケット銃の射撃で致命傷を負ったが、直後に白旗を挙げて降伏した。リトルトンはソールズベリーからサン・ホアキンに乗船して降伏を受け入れた。ジャージーに乗っていたヴァーノンは逃走を試みた小型船を拿捕した。イギリス艦隊はポート・ロイヤルに戻り、ガレオン拿捕の報酬を艦長の間で山分けした。スペイン王フェリペ5世の命令により、財宝がフランス船に移された。海戦から3日後、デュ・カッセはサン・ホアキンが失われたことを知り、カルタヘナを発って、マルティニーク、ペンサコーラを経由してスペインに帰還した。